# ميليسا مار
ميليسا مار (بالإنجليزية: Melissa Marr)‏ (25 يوليو 1972، بنسيلفانيا في الولايات المتحدة)؛ كاتِبة مُتخصِّصة في أدب الأطفال، مُدرسة وروائية أمريكية.